# Benjamin Mendy
Benjamin Mendy (n. 17 iulie 1994, Longjumeau, Île-de-France, Franța) este un fotbalist francez și senegalez, care joacă pe post de fundaș lateral la Lorient în Ligue 2. Pe plan internațional, are prezențe la națională pentru Franța U16⁠(d), Franța U17⁠(d), Franța U18⁠(d), Franța U19⁠(d), Franța U21⁠(d) și Franța.

## Carieră

### Manchester City
Acesta a fost transferat pe 24 iulie 2017 de către Manchester City. În schimbul jucătorului AS Monaco s-a ales cu suma de 57,5 mil. Euro acesta fiind unul dintre cele mai scumpe transferuri făcute de o echipă pentru un fundaș.

## Viața personală

### Acuzațiile de viol și achitarea
Pe 21 august 2021, Manchester City a anunțat suspendarea sa în așteptarea unei investigații a poliției privind acuzațiile de viol. Mendy a fost arestat, dar eliberat pe cauțiune pe 7 ianuarie 2022.
Procesul a început pe 10 august 2022 la Chester Crown Court. Mendy a fost acuzat de opt violuri, o tentativă de viol și agresiune sexuală. El a pledat nevinovat pentru toate acuzațiile. Juriul a fost format din 14 jurați, opt bărbați și șase femei, inclusiv doi supleanți; toți au trebuit să certifice că nu aveau nicio legătură cu Manchester City, Manchester United sau cu poliția. La 13 septembrie 2022, Mendy a fost declarat nevinovat de acuzația de viol împotriva unei femei de 19 ani, după ce au apărut imagini cu reclamanta întreținând relații sexuale consensuale cu co-inculpatul lui Mendy, Louis Saha Matturie, eveniment despre care de asemenea pretinsese că a fost viol.
La 13 ianuarie 2023, Mendy a fost declarat nevinovat la cele șase capete de acuzare de viol și unul de agresiune sexuală, în timp ce Matturie a fost găsit nevinovat de șase capete de acuzare de viol și trei de agresiune sexuală; toate verdictele au fost unanime. Același juriu nu a putut ajunge la un verdict cu privire la o altă acuzație de viol și una de tentativă de viol împotriva lui Mendy, precum și trei capete de acuzare de viol și trei de agresiune sexuală împotriva lui Matturie. Pe 26 iunie, rejudecarea lui Mendy pentru acuzațiile sale restante a început în același loc, cu un nou juriu. Două săptămâni mai târziu, Mendy a fost găsit nevinovat de o acuzație de viol și una de tentativă de viol.

## Legături externe
Materiale media legate de Benjamin Mendy la Wikimedia Commons
- en Monaco profile Arhivat în 9 mai 2017, la Wayback Machine.
- en France profile at FFF
- Benjamin Mendy la Soccerbase